# Sci di fondo ai XXI Giochi olimpici invernali
Nello sci di fondo ai XXI Giochi olimpici invernali furono disputate dodici gare, sei maschili e sei femminili.
Rispetto all'edizione precedente variò la ripartizione delle gare tra tecnica classica e tecnica libera: la 50 km e la gara sprint degli uomini e la 30 km e la gara sprint delle donne furono in tecnica classica anziché libera, mentre la 15 km e la sprint a squadre degli uomini e la 10 km e la sprint a squadre delle donne furono in libera anziché in classica.

## Risultati

### Uomini

#### 15 km
La gara sulla distanza di 15 km si disputò in tecnica libera il 15 febbraio, dalle ore 12:30 sul percorso che si snodava nel Whistler Olympic Park con un dislivello massimo di 85 m; presero parte alla competizione 95 atleti.
| Posizione | Atleta                | Nazione   | Tempo   |
| --------- | --------------------- | --------- | ------- |
| 1         | Dario Cologna         | Svizzera  | 33:36,3 |
| 2         | Pietro Piller Cottrer | Italia    | 34:00,9 |
| 3         | Lukáš Bauer           | Rep. Ceca | 34:12,0 |
| 4         | Marcus Hellner        | Svezia    | 34:13,5 |
| 5         | Vincent Vittoz        | Francia   | 34:16,2 |
| 6         | Maurice Manificat     | Francia   | 34:27,4 |
| 7         | Tobias Angerer        | Germania  | 34:28,5 |
| 8         | Ivan Babikov          | Canada    | 34:30,0 |
| 9         | Maksim Vylegžanin     | Russia    | 34:31,6 |
| 10        | Giorgio Di Centa      | Italia    | 34:36,2 |

#### 50 km
La gara sulla distanza di 50 km si disputò in tecnica classica il 28 febbraio, dalle ore 9:30 sul percorso che si snodava nel Whistler Olympic Park con un dislivello massimo di 85 m; presero parte alla competizione 53 atleti. L'avvio fu a partenza in linea.
| Posizione | Atleta             | Nazione  | Tempo     |
| --------- | ------------------ | -------- | --------- |
| 1         | Petter Northug     | Norvegia | 2:05:35,5 |
| 2         | Axel Teichmann     | Germania | 2:05:35,8 |
| 3         | Johan Olsson       | Svezia   | 2:05:36,6 |
| 4         | Tobias Angerer     | Germania | 2:05:37,0 |
| 5         | Devon Kershaw      | Canada   | 2:05:37,1 |
| 6         | Andrus Veerpalu    | Estonia  | 2:05:41,6 |
| 7         | Daniel Richardsson | Svezia   | 2:05:45,2 |
| 8         | Maksim Vylegžanin  | Russia   | 2:05:46,4 |
| 9         | Anders Södergren   | Svezia   | 2:05:47,1 |
| 10        | Dario Cologna      | Svizzera | 2:05:47,5 |

#### Sprint 1,5 km
La gara sprint sulla distanza di 1,5 km si disputò in tecnica classica il 17 febbraio, dalle ore 10:45 sul percorso che si snodava nel Whistler Olympic Park con un dislivello massimo di 25 m; presero parte alla competizione 62 atleti.
| Posizione | Atleta               | Nazione    |
| --------- | -------------------- | ---------- |
| 1         | Nikita Krjukov       | Russia     |
| 2         | Aleksandr Panžinskij | Russia     |
| 3         | Petter Northug       | Norvegia   |
| 4         | Ola Vigen Hattestad  | Norvegia   |
| 5         | Aleksej Poltoranin   | Kazakistan |
| 6         | Øystein Pettersen    | Norvegia   |
| 7         | Emil Jönsson         | Svezia     |
| 8         | Michail Devjat'jarov | Russia     |
| 9         | Johan Kjølstad       | Norvegia   |
| 10        | Kalle Lassila        | Finlandia  |

#### Inseguimento 30 km
La gara di inseguimento sulla distanza di 30 km si disputò il 20 febbraio sul percorso che si snodava nel Whistler Olympic Park e presero parte alla competizione 64 atleti. Dalle ore 13:30 si disputò la frazione a tecnica classica sulla distanza di 15 km e con un dislivello di 71 m; in seguito si svolse la frazione a tecnica libera, sempre sulla distanza di 15 km ma con un dislivello di 40 m.
| Posizione | Atleta           | Nazione   | Tempo     |
| --------- | ---------------- | --------- | --------- |
| 1         | Marcus Hellner   | Svezia    | 1:15:11,4 |
| 2         | Tobias Angerer   | Germania  | 1:15:13,5 |
| 3         | Johan Olsson     | Svezia    | 1:15:14,2 |
| 4         | Aleksandr Legkov | Russia    | 1:15:15,4 |
| 5         | Ivan Babikov     | Canada    | 1:15:20,5 |
| 6         | Jens Filbrich    | Germania  | 1:15:25,0 |
| 7         | Lukáš Bauer      | Rep. Ceca | 1:15:25,2 |
| 8         | George Grey      | Canada    | 1:15:32,0 |
| 9         | Alex Harvey      | Canada    | 1:15:43,0 |
| 10        | Anders Södergren | Svezia    | 1:15:47,0 |

#### Sprint a squadre 6x1,5 km
La gara sprint a squadre sulla distanza di 1,5 km si disputò in tecnica libera il 22 febbraio, dalle ore 11:30 sul percorso che si snodava nel Whistler Olympic Park con un dislivello massimo di 25 m; presero parte alla competizione 22 squadre nazionali.
| Posizione | Nazione     | Atleti                              |
| --------- | ----------- | ----------------------------------- |
| 1         | Norvegia    | Øystein Pettersen Petter Northug    |
| 2         | Germania    | Tim Tscharnke Axel Teichmann        |
| 3         | Russia      | Nikolaj Morilov Aleksej Petuchov    |
| 4         | Canada      | Devon Kershaw Alex Harvey           |
| 5         | Kazakistan  | Nikolaj Čebot'ko Aleksej Poltoranin |
| 6         | Rep. Ceca   | Dušan Kožíšek Martin Koukal         |
| 7         | Francia     | Vincent Vittoz Cyril Miranda        |
| 8         | Italia      | Cristian Zorzi Renato Pasini        |
| 9         | Stati Uniti | Torin Koos Andrew Newell            |
| 10        | Finlandia   | Lasse Paakkonen Ville Nousiainen    |

#### Staffetta 4x10 km
La gara di staffetta si disputò il 24 febbraio sul percorso che si snodava nel Whistler Olympic Park con un dislivello massimo di 53 m; dalle ore 11:15 presero parte alla competizione 14 squadre nazionali che disputarono due frazioni a tecnica classica e due a tecnica libera.
| Posizione | Nazione   | Atleti                                                                | Tempo     |
| --------- | --------- | --------------------------------------------------------------------- | --------- |
| 1         | Svezia    | Daniel Richardsson Johan Olsson Anders Södergren Marcus Hellner       | 1:45:05,4 |
| 2         | Norvegia  | Martin Johnsrud Sundby Odd-Bjørn Hjelmeset Lars Berger Petter Northug | 1:45:21,3 |
| 3         | Rep. Ceca | Martin Jakš Lukáš Bauer Jiří Magál Martin Koukal                      | 1:45:21,9 |
| 4         | Francia   | Jean-Marc Gaillard Vincent Vittoz Maurice Manificat Emmanuel Jonnier  | 1:45:26,3 |
| 5         | Finlandia | Sami Jauhojärvi Matti Heikkinen Teemu Kattilakoski Ville Nousiainen   | 1:45:30,3 |
| 6         | Germania  | Jens Filbrich Axel Teichmann René Sommerfeldt Tobias Angerer          | 1:45:49,4 |
| 7         | Canada    | Devon Kershaw Alex Harvey Ivan Babikov George Grey                    | 1:47:03,2 |
| 8         | Russia    | Nikolaj Pankratov Pëtr Sedov Aleksandr Legkov Maksim Vylegžanin       | 1:47:04,7 |
| 9         | Italia    | Valerio Checchi Giorgio Di Centa Pietro Piller Cottrer Cristian Zorzi | 1:47:16,6 |
| 10        | Svizzera  | Toni Livers Curdin Perl Remo Fischer Dario Cologna                    | 1:47:57,2 |

### Donne

#### 10 km
La gara sulla distanza di 10 km si disputò in tecnica libera il 15 febbraio, dalle ore 10:00 sul percorso che si snodava nel Whistler Olympic Park con un dislivello massimo di 71 m; presero parte alla competizione 78 atlete.
| Posizione | Atleta                     | Nazione    | Tempo   |
| --------- | -------------------------- | ---------- | ------- |
| 1         | Charlotte Kalla            | Svezia     | 24:58,4 |
| 2         | Kristina Šmigun-Vähi       | Estonia    | 25:05,0 |
| 3         | Marit Bjørgen              | Norvegia   | 25:14,3 |
| 4         | Anna Haag                  | Svezia     | 25:19,3 |
| 5         | Justyna Kowalczyk          | Polonia    | 25:20,1 |
| 6         | Riitta-Liisa Roponen       | Finlandia  | 25:24,3 |
| 7         | Evgenija Medvedeva         | Russia     | 25:26,5 |
| 8         | Kristin Størmer Steira     | Norvegia   | 25:50,5 |
| 9         | Valentyna Ševčenko         | Ucraina    | 25:51,1 |
| 10        | Svetlana Šiškina-Malachova | Kazakistan | 25:53,9 |

#### 30 km
La gara sulla distanza di 30 km si disputò in tecnica classica il 27 febbraio, dalle ore 11:45 sul percorso che si snodava nel Whistler Olympic Park con un dislivello massimo di 85 m; presero parte alla competizione 53 atlete. L'avvio fu a partenza in linea.
| Posizione | Atleta                   | Nazione   | Tempo     |
| --------- | ------------------------ | --------- | --------- |
| 1         | Justyna Kowalczyk        | Polonia   | 1:30:33,7 |
| 2         | Marit Bjørgen            | Norvegia  | 1:30:34,0 |
| 3         | Aino-Kaisa Saarinen      | Finlandia | 1:31:38,7 |
| 4         | Evi Sachenbacher-Stehle  | Germania  | 1:31:52,9 |
| 5         | Masako Ishida            | Giappone  | 1:31:56,5 |
| 6         | Charlotte Kalla          | Svezia    | 1:31:57,6 |
| 7         | Therese Johaug           | Norvegia  | 1:32:01,3 |
| 8         | Kristin Størmer Steira   | Norvegia  | 1:32:04,4 |
| 9         | Anna Olsson              | Svezia    | 1:33:00,3 |
| 10        | Karine Laurent Philippot | Francia   | 1:33:11,4 |

#### Sprint 1,5 km
La gara sprint sulla distanza di 1,5 km si disputò in tecnica classica il 17 febbraio, dalle ore 10:15 sul percorso che si snodava nel Whistler Olympic Park con un dislivello massimo di 25 m; presero parte alla competizione 54 atlete.
| Posizione | Atleta                     | Nazione     |
| --------- | -------------------------- | ----------- |
| 1         | Marit Bjørgen              | Norvegia    |
| 2         | Justyna Kowalczyk          | Polonia     |
| 3         | Petra Majdič               | Slovenia    |
| 4         | Anna Olsson                | Svezia      |
| 5         | Magda Genuin               | Italia      |
| 6         | Celine Brun-Lie            | Norvegia    |
| 7         | Astrid Uhrenholdt Jacobsen | Norvegia    |
| 8         | Kikkan Randall             | Stati Uniti |
| 9         | Virpi Kuitunen             | Finlandia   |
| 10        | Magdalena Pajala           | Svezia      |

#### Inseguimento 15 km
La gara di inseguimento sulla distanza di 15 km si disputò il 19 febbraio sul percorso che si snodava nel Whistler Olympic Park e presero parte alla competizione 66 atlete. Dalle ore 13:00 si disputò la frazione a tecnica classica sulla distanza di 7,5 km e con un dislivello di 71 m; in seguito si svolse la frazione a tecnica libera, sempre sulla distanza di 7,5 km ma con un dislivello di 40 m.
| Posizione | Atleta                 | Nazione   | Tempo   |
| --------- | ---------------------- | --------- | ------- |
| 1         | Marit Bjørgen          | Norvegia  | 39:58,1 |
| 2         | Anna Haag              | Svezia    | 40:07,0 |
| 3         | Justyna Kowalczyk      | Polonia   | 40:07,4 |
| 4         | Kristin Størmer Steira | Norvegia  | 40:07,5 |
| 5         | Aino-Kaisa Saarinen    | Finlandia | 40:40,6 |
| 6         | Therese Johaug         | Norvegia  | 40:50,0 |
| 7         | Marianna Longa         | Italia    | 41:02,2 |
| 8         | Charlotte Kalla        | Svezia    | 41:18,5 |
| 9         | Arianna Follis         | Italia    | 41:21,6 |
| 10        | Sara Renner            | Canada    | 41:37,9 |

#### Sprint a squadre 6x1,5 km
La gara sprint a squadre sulla distanza di 1,5 km si disputò in tecnica libera il 22 febbraio, dalle ore 10:45 sul percorso che si snodava nel Whistler Olympic Park con un dislivello massimo di 25 m; presero parte alla competizione 18 squadre nazionali. La squadra polacca composta da Kornelia Marek e Sylwia Jaśkowiec, inizialmente classificata in nona posizione, fu in seguito esclusa a causa della squalifica per doping della Marek, scoperta positiva all'EPO.
| Posizione | Nazione     | Atlete                                     |
| --------- | ----------- | ------------------------------------------ |
| 1         | Germania    | Evi Sachenbacher-Stehle Claudia Nystad     |
| 2         | Svezia      | Charlotte Kalla Anna Haag                  |
| 3         | Russia      | Irina Chazova Natal'ja Korostelëva         |
| 4         | Italia      | Magda Genuin Arianna Follis                |
| 5         | Norvegia    | Astrid Uhrenholdt Jacobsen Celine Brun-Lie |
| 6         | Stati Uniti | Caitlin Compton Kikkan Randall             |
| 7         | Canada      | Daria Gaiazova Sara Renner                 |
| 8         | Finlandia   | Riitta-Liisa Roponen Riikka Sarasoja       |
| 9         | Francia     | Karine Laurent Philippot Laure Barthélémy  |
| 10        | Slovenia    | Katja Višnar Vesna Fabjan                  |

#### Staffetta 4x5 km
La gara di staffetta si disputò il 25 febbraio sul percorso che si snodava nel Whistler Olympic Park con un dislivello massimo di 53 m; dalle ore 11:00 presero parte alla competizione 16 squadre nazionali che disputarono due frazioni a tecnica classica e due a tecnica libera. La squadra polacca composta da Kornelia Marek, Justyna Kowalczyk, Paulina Maciuszek e Sylwia Jaśkowiec, inizialmente classificata in sesta posizione, fu in seguito esclusa a causa della squalifica per doping della Marek, scoperta positiva all'EPO.
| Posizione | Nazione     | Atlete                                                                    | Tempo   |
| --------- | ----------- | ------------------------------------------------------------------------- | ------- |
| 1         | Norvegia    | Vibeke Skofterud Therese Johaug Kristin Størmer Steira Marit Bjørgen      | 55:19,5 |
| 2         | Germania    | Katrin Zeller Evi Sachenbacher-Stehle Miriam Gössner Claudia Nystad       | 55:44,1 |
| 3         | Finlandia   | Pirjo Muranen Virpi Kuitunen Riitta-Liisa Roponen Aino-Kaisa Saarinen     | 55:49,9 |
| 4         | Italia      | Arianna Follis Marianna Longa Silvia Rupil Sabina Valbusa                 | 56:04,9 |
| 5         | Svezia      | Anna Olsson Magdalena Pajala Charlotte Kalla Ida Ingemarsdotter           | 56:18,9 |
| 6         | Francia     | Aurore Jéan Karine Laurent Philippot Célia Bourgeois Cécile Storti        | 56:30,6 |
| 7         | Russia      | Ol'ga Zav'jalova Irina Chazova Evgenija Medvedeva Natal'ja Korostelëva    | 57:00,9 |
| 8         | Giappone    | Madoka Natsumi Masako Ishida Nobuko Fukuda Michiko Kashiwabara            | 57:40,4 |
| 9         | Kazakistan  | Elena Kolomina Oksana Jackaja Tat'jana Roščina Svetlana Šiškina-Malachova | 58:23,3 |
| 10        | Bielorussia | Alena Sannikava Vol'ha Vasilënak Kacjaryna Rudakova Nastassja Dubarėzava  | 58:28,4 |

## Medagliere
| Posizione | Paese     |    |    |    | Totale |
| --------- | --------- | -- | -- | -- | ------ |
| 1         | Norvegia  | 5  | 2  | 2  | 9      |
| 2         | Svezia    | 3  | 2  | 2  | 7      |
| 3         | Germania  | 1  | 4  | 0  | 5      |
| 4         | Russia    | 1  | 1  | 2  | 4      |
| 5         | Polonia   | 1  | 1  | 1  | 3      |
| 6         | Svizzera  | 1  | 0  | 0  | 1      |
| 7         | Estonia   | 0  | 1  | 0  | 1      |
| 7         | Italia    | 0  | 1  | 0  | 1      |
| 9         | Finlandia | 0  | 0  | 2  | 2      |
| 9         | Rep. Ceca | 0  | 0  | 2  | 2      |
| 11        | Slovenia  | 0  | 0  | 1  | 1      |
| Totale    | Totale    | 12 | 12 | 12 | 36     |